# 万暦の怠政
万暦の怠政（ばんれきのたいせい）は、明王朝第14代皇帝である万暦帝の治世における政治の停滞である。

## 概要
1572年に即位した万暦帝の治世は内閣大学士（宰相職）であった張居正の手腕により、その初期は比較的安定した時期となった。しかし張居正の死後、万暦帝は政務を顧みなくなり、後宮にこもると朝議に顔を出さなくなった。
明王朝の発達した官僚制度と内閣制度により国家体制の維持はできていたが、皇帝が政務を放棄したことは国にとって大きな打撃となり、張居正が立て直したかのように思われた明王朝は没落していくことになる。

## 国政への害
時の皇帝が政務を顧みなくなったのは国政に多大な害を生み出した。
例えば中央政府ならびに地方政府役人の任官や異動は、従来皇帝の人事権が大きな役割を果たしていた。しかし万暦帝が政務を放棄したことで行われなくなり、大いなる人手不足に悩まされた。そのような中で熾烈な派閥争いが行われたことで、政治はさらに混迷を極めた。